# Финал Кубка Англии по футболу 1933
Финал Кубка Англии по футболу 1933 года (англ. 1933 FA Cup Final) — футбольный матч, завершавший розыгрыш Кубка Англии по футболу 1932/33. Он стал 58-м финалом старейшего футбольного турнира в мире, Кубка Англии. Матч состоялся 29 апреля 1933 года, 11-й раз подряд он проходил на стадионе «Уэмбли» в Лондоне. В нём встретились футбольные клубы «Эвертон» и «Манчестер Сити». Матч завершился со счетом 3:0 в пользу «Эвертона». Финал 1933 года стал первым матчем, где применялась нумерация на формах игроков. «Эвертон» получил номера с 1 по 11, «Манчестер Сити» — с 12 по 22.
Каждая из команд прошла 5 раундов турнира. «Ириски» впервые одержали победу в Кубке с 1906 года, благодаря голам Джимми Стейна, Дикси Дина и Джеймса Данна.

## Путь к финалу

### «Эвертон»
| Раунд     | Оппонент                        | Счёт |
| --------- | ------------------------------- | ---- |
| 3-й       | Лестер Сити (выезд)             | 3:2  |
| 4-й       | Бери (дома)                     | 3:1  |
| 5-й       | Лидс Юнайтед (дома)             | 4:2  |
| 6-й       | Лутон Таун (дома)               | 6:0  |
| Полуфинал | Вест Хэм Юнайтед (на «Молинью») | 2:1  |

Обе команды стартовали в турнире с 3-го раунда, как участники Первого дивизиона. В первом матче «Эвертону» досталась игра с «Лестер Сити» на выезде. На 3 минуте встречи Дикси Дин открыл счёт, однако «лисы» весьма быстро отыграли этот мяч. В начале второго тайма Джимми Стейн делает счёт 2:1 в пользу «ирисок», но «Лестер» тут же отыгрывается вновь. Уже под занавес встречи Джеймс Данн устанавливает окончательный результат 3:2 в пользу мерсисайдской команды. В четвёртом раунде «Эвертону» достался представитель Второго дивизиона, клуб «Бери». В этой встрече к исходу первого получаса игры дублем отметился Томми Джонсон. Несмотря на то, что гости усилили давление на ворота, Дикси Дин забил третий мяч. «Бери» смогли отыграть один мяч на исходе матча. В пятом раунде ливерпульская команда играла против фаворитов текущего сезона лиги Лидс Юнайтед в домашнем поединке. Голкипер «ирисок» Тед Сейгар стал героем первого тайма, сделав два важнейших сейва и при результативной ничьей по ходу встречи, Стейн и Дин забили два безответных гола и вывели свою команду в следующий раунд, где им противостояла команда из Третьего дивизиона, Лутон Таун. После безголевых первых тридцати минут, игра пошла «в одни ворота» — дублем отметились Стейн и Джонсон, еще по голу забили Данн и Дин. К полуфиналу «Эвертон» уже считался фаворитом турнира. Шанс остановить мерсисайдцев выпал «Вест Хэму» на стадионе «Молинью» в Вулвергемптоне, но в этом матче «ириски» повели уже на 6-й минуте — угловой в исполнении Стейна замкнул Джеймс Данн. На исходе получаса игры Вик Уотсон отыграл один мяч, а во второй половине игры вовсе имел возможность выходить вперед — Вудс не попал по пустым воротам с 5 метров. За 7 минут до окончания матча Эдвард Критчли воспользовался ошибкой игроков «Вест Хэма» и забил решающий гол «Эвертона» в этой встрече.

### «Манчестер Сити»
| Раунд     | Оппонент                      | Счёт |
| --------- | ----------------------------- | ---- |
| 3-й       | Гейтсхед (выезд)              | 1:1  |
| 3-й       | Гейтсхед (дома)               | 9:0  |
| 4-й       | Уолсолл (дома)                | 2:0  |
| 5-й       | Болтон Уондерерс (выезд)      | 4:2  |
| 6-й       | Бернли (выезд)                | 1:0  |
| Полуфинал | Дерби Каунти (на «Лидс Роуд») | 3:2  |

Манкунианцы стартовали в турнире с матча представителем Третьего дивизиона, клубом «Гейтсхед». Несмотря на разницу в классе, первый матч закончился со счётом 1:1. Однако переигровка на «Мейн Роуд» показала реальное соотношение сил: 9 безответных мячей забили шестеро «горожан», в том числе Фред Тилсон, отметившийся хет-триком. В четвёртом раунде «МанСити» также вышел на команду из третьего дивизиона, «Уолсолл», которые выбили в предыдущем раунде лидера сезона розыгрыша лиги — лондонский «Арсенал». У «Сити», в отличие от лондонской команды, проблем с гостями не возникло — дубль Эрика Брука вывел клуб из Манчестера в следующий раунд, где жребий свел их с «Болтон Уондерерс». При 66 920 зрителях «горожане» одержали выездную победу со счётом 4:2, благодаря хет-трику Брука и голу Тилсона.
В четвертьфинальном поединке «Сити» играли против «Бернли» — клуба из Второго дивизиона. Быстрый гол Фреда Тилсона так и остался единственным в этом матче. Полуфинальный матч состоялся в Хаддерсфилде на стадионе «Лидс Роуд», где манкунианцы боролись за право выхода в финал турнира с «Дерби Каунти». Клуб из Дерби имел две возможности выйти вперёд в первом тайме, однако счёт открыл Эрни Тоузленд, замкнув кросс Эрика Брука. Во второй половине встречи Фред Тилсон и Джимми Макмаллан довели счёт до разгромного, но «Дерби» смогли собраться и сократить отставание до минимального, однако этого оказалось недостаточно — «горожане» удержали победу и вышли в финал.

## Перед матчем
Для «Эвертона» этот финал стал второй попыткой завоевать Кубок после победы над «Ньюкаслом» в 1906 году. «Ириски» проигрывали в финалах 1893, 1897 и 1907 годов. Для «Манчестер Сити» этот финал Кубка стал третьим в истории клуба — оба предыдущих финала «горожане» играли против «Болтон Уондерерс», и если в 1904 году им удалось одержать победу со счётом 1:0, то в 1926-м Болтон оказался сильнее, выиграв матч с тем же счётом.
Обе команды весьма успешно провели предыдущий сезон: «Эвертон» взял чемпионство в розыгрыше лиги, а «Манчестер Сити» добрался до полуфинала Кубка Англии 1931/1932 года. Клубы ранее не встречались в кубковых матчах, а матчи лиги каждая из этих команд выиграла у себя дома. К началу матча «Эвертон» находился на 10-й позиции в лиге, а «Манчестер Сити» — на 16-й.
В составе манкунианцев двое футболистов играли в финале 1926 года: Сэм Кауан и Джимми Макмаллан. У «Эвертона» опыт игры в финале имел только Томми Джонсон, который также играл за «горожан» в финале 1926 года — он выступал за «Сити» с 1919 по 1930 год.
Обе команды играли в форме голубых цветов, поэтому, по регламенту соревнования, обе команды должны были выбрать другой цвет формы. Впервые в финале кубка футболки игроков были пронумерованы. Игроки «Эвертона» получили номера с 1 по 11, а их соперники с 12 по 22. Голкипер «ирисок» Тед Сейгар получил номер «1», а форварды — с 7 по 11, у «МанСити» было наоборот — атакующие игроки носили номера, начинающиеся с 12, а голкипер Лен Лэнгфорд — «22».

## Ход матча
Каждая из команд играла в типичной для того времени расстановке: 2 защитника, 3 полузащитника и 5 нападающих. В составе манкунианцев отсутствовал Фред Тилсон, его позицию занял Алек Эрд. У «Эвертона» отсутствовал травмированный в полуфинале Альберт Джельдард и Эдвард Критчли.
Первую серьезную атаку в матче провели «горожане». После этого «Эвертон» начал доминировать на поле. Часть атак на ворота «Сити» шла по левому флангу, где Стейн приносил немало проблем Сиду Кэнну и заработал несколько угловых. В начале второго получаса игры «Эвертон» нанес первый удар в створ — удар Стейна был отражён голкипером. Почти сразу же возник еще один момент — кросс Стейна прошел в опасной близости от ворот, но Дикси Дин не дотянулся до мяча. А через 2 минуты Лен Лэнгфорд попытался перехватить кросс Клиффа Бритона, но под давлением Дина выронил мяч и Стейн забил в пустые ворота.
Во втором тайме мерсисайдцы продолжили контролировать мяч. «Сити» только и оставалось, что бить издали по воротам соперников, но эти удары не несли никакой угрозы. Через семь минуты после перерыва Лэнгфорд допустил точно такую же ошибку, как и в первом тайме, снова выронив мяч после кросса Бриттона. В этот раз первым на добивании оказался Дикси Дин. Все попытки «горожан» провести результативную атаку оканчивались ничем, в том числе благодаря отличной игре защитников «Эвертона». «Манчестер Гардиан» назовет игру Уорни Кресуэлла «практически идеальной». За 10 минут до конца встречи Джеймс Данн замкнул подачу с углового, доведя счёт до разгромного. За секунды до окончания встречи Томми Джонсон имел все шансы забить четвёртый гол своей команды, однако свисток судьи об окончании матча не дал форварду нанести удар по воротам.

## Отчёт о матче
| Эвертон                          | 3:0     | Манчестер Сити |
| -------------------------------- | ------- | -------------- |
| - Стейн 41′ - Дин 52′ - Данн 80′ | (отчёт) |                |

| Эвертон | Манчестер Сити |

|                                                |    |                   |  |
|                                                |    |                   |  |
|                                                | 1  | Тед Сейгар        |  |
|                                                | 2  | Билли Кук         |  |
|                                                | 3  | Уорни Кресуэлл    |  |
|                                                | 4  | Клифф Бритон      |  |
|                                                | 5  | Томми Уайт        |  |
|                                                | 6  | Джок Томсон       |  |
|                                                | 7  | Альберт Джельдард |  |
|                                                | 8  | Джеймс Данн       |  |
|                                                | 9  | Дикси Дин (к)     |  |
|                                                | 10 | Томми Джонсон     |  |
|                                                | 11 | Джимм Стейн       |  |
| Главный тренер:                                |    |                   |  |
| нет — подбор команды осуществлялся Дикси Дином |    |                   |  |

|                 |    |                  |  |
|                 |    |                  |  |
|                 | 22 | Лен Лэнгфорд     |  |
|                 | 21 | Сид Кэнн         |  |
|                 | 20 | Билли Дейл       |  |
|                 | 19 | Мэтт Басби       |  |
|                 | 18 | Сэм Кауан (к)    |  |
|                 | 17 | Джеки Брей       |  |
|                 | 16 | Эрни Тоузленд    |  |
|                 | 15 | Бобби Маршалл    |  |
|                 | 14 | Алек Эрд         |  |
|                 | 13 | Джимми Макмаллан |  |
|                 | 12 | Эрик Брук        |  |
| Главный тренер: |    |                  |  |
| Уилф Уайлд      |    |                  |  |

|  |

## После матча
Капитан «Эвертона» Дикси Дин в Королевском ложе получил Кубок из рук Георга IV, герцога Йорка. «Эвертон» вернулся в Ливерпуль вечером понедельника и провез Кубок через город в той же лошадиной карете, в которой вез его в 1906 году. После игроки посетили приём в городской мэрии, где они принимали поздравления. Кубок был выставлен на «Гудисон Парк» на всеобщее обозрение.
Кинохроники финала показали кадры, где 2 капитана произносят тосты после матча. Дикси Дин, подняв бокал произнес: «Кубок в Ланкашире, и может остаться в Ланкашире, если „Эвертон“ не выиграет его вновь, это может сделать другой клуб Ланкашира». Кауан ответил: «Я надеюсь, следующий клуб, который выиграет его — это „Манчестер Сити“, мой клуб». Так и вышло, финал следующего года выиграла команда Кауана, обыграв «Портсмут» со счётом 2:1.